# Manuel Ramón Llamas Madurga
Manuel Ramón Llamas Madurga   (Valladolid, 3 d'octubre de 1931 - Madrid, 11 de desembre de 2021) fou un enginyer i geòleg espanyol, acadèmic de la Reial Acadèmia de Ciències Exactes, Físiques i Naturals.

## Biografia
El seu pare era enginyer de camins i havia estat director de la Confederació Hidrogràfica del Duero. Es va llicenciar en Enginyeria de Camins, Canals i Ports el 1956 i en Geologia el 1958 la Universitat Complutense de Madrid. Es va doctorar en ambdues carreres el 1963 i 1961 respectivament.
Ingressà com a funcionari del Cos d'Enginyers de Camins, Canals i Ports i fou destinat a la Confederació Hidrogràfica del Pirineu Oriental (1959-1960), al Servei Geològic d'Obres Públiques (1960-1972) i al Centre d'Estudis d'Ordenació del Territori i Medi ambient del Ministeri d'Obres Públiques d'Espanya (1980-1982). Per compte del ministeri va fer estudis d'especialització a França (1963), Alemanya (1964) i Israel (1965) en matèria de recursos hídrics, geotècnia i medi ambient, cosa que li va permetre realitzar nombrosos informes oficials sobre aquestes matèries.
S'especialitzà en els recursos hídrics a la seva base subterrània i des de 1967 organitza el Curs Internacional d'Hidrogeologia Subterrània de Barcelona. Alhora, des de 1972 fou professor de geologia, hidrologia, hidrogeologia, hidrogeoquímica i estadística aplicada a la Universitat de Saragossa, a la Universitat Politècnica de Catalunya i a la Universitat Complutense de Madrid (de 1985 a 2002), en la que ha estat nomenat catedràtic emèrit. El 1972 també fou professor al Manhattan College de Nova York (1978).
De 1972 a 1976 fou president del Grup d'Hidrologia de l'Associació de Geòlegs Espanyols, de 1984 a 1989 president mundial de la International Association of Hydrogeologists i de 2001 a 2003 vicepresident de la Junta Directiva de la International Association of Water Resources. El 1991 fou nomenat Honorary Fellow de la Societat Geològica del Regne Unit i el 1992 ciutadà d'honor de Mervièlh de Montpelhièr. Des de 1986 és acadèmic de la Reial Acadèmia de Ciències Exactes, Físiques i Naturals, de la que en fou president de la Secció de Ciències Naturals de 2004 a 2008, des del 2001 acadèmic Numerari de la Reial Acadèmia de Doctors, des de 2004 acadèmic de nombre de l'Acadèmia Europea de les Ciències i les Arts, des del 2006 membre de l'Académie de l'Eau de França.
Alhora, el 1985 fou un dels fundadors de l'ONG CODESPA per promoure el desenvolupament al Tercer Món i de 2000 a 2004 fou membre del comitè assessor científic de l'ONG Action Against Hunger. Des de 2008 fou director de l'Aigua de la Fundació Marcelino Botín.

## Llibres
- La economía del agua subterránea y su gestión colectiva amb Nuria Hernández-Mora, Mundi Prensa Libros S.A., 2001. ISBN 84-7114-965-6